# 足立明男
足立 明男（あだち あけお、1934年（昭和9年）1月13日 - ）は、日本の美術教育者。山口情報芸術センター館長。山口県立美術館副館長、山口県立萩美術館・浦上記念館館長などを歴任した。

## 来歴
1934年、山口県生まれ。山口大学教育学部卒業後、山口県内の小学校・中学校の教員として16年働いた後、1973年には山口県立美術館設立準備室にスタッフとして着任。その後、東京国立近代美術館での研修を経て、1979年の山口県立美術館開館から学芸課課長に着任、1989年から副館長を兼任。1991年からは山口県立萩美術館・浦上記念館の設立準備に着手し、1996年の開館から館長に就任。2007年4月から山口情報芸術センターの館長を務めた後、2018年4月からは顧問に就任している。専門分野は、美術教育を中心とした学校教育、キュレーション。